# Powiat Śremski
Der Powiat Śremski ist ein Powiat (Kreis) in der polnischen Woiwodschaft Großpolen. Der Powiat hat eine Fläche von 574,68 km², auf der etwa 61.300 Einwohner leben. Die Bevölkerungsdichte beträgt 107 Einwohner/km² (2019).

## Gemeinden
Der Powiat umfasst vier Gemeinden, davon drei Stadt-und-Land-Gemeinden und eine Landgemeinde.

### Stadt-und-Land-Gemeinden
- Dolsk (Dolzig)
- Książ Wielkopolski (Xions)
- Śrem (Schrimm)

### Landgemeinde
- Brodnica (Brodnica)